# Miss Saigon
Miss Saigon är en musikal med musik av Claude-Michel Schönberg och Alain Boublil. Libretto av Boublil och Richard Maltby, Jr. och är baserad på Giacomo Puccinis opera Madama Butterfly. Den hade premiär i London 1989.
Handlingen i Miss Saigon startar i slutskedet av den amerikanska ockupationen i Saigon, Vietnam 1975 där den unge amerikanske soldaten Chris Scott och Kim, en sjuttonårig vietnamesisk barflicka, blir förälskade i varandra. När Saigon faller återvänder Chris hem och överger henne. Tre år senare, när Chris gift sig med amerikanskan Ellen, får han reda på att Kim, som han trodde var död, lever. 

## Historia
Inspirationen till musikalen fick Schönberg av ett foto i en tidning. Fotot visar en förtvivlad vietnamesisk mamma som lämnar sitt barn vid avgångsgaten på Tan Son Naht Airport. Hennes barn ska resa till sin far, en f.d. vietnamsoldat, för att han har bättre förutsättningar att ge henne ett bättre liv. Schönberg blev mycket rörd av bilden som han beskrev som "den ultimata uppoffringen", vilket också var den huvudsakliga idén till handlingen. Lea Salonga spelade, endast 18 år gammal, huvudrollen i originalversionen på Theatre Royal, Drury Lane i London som hade premiär den 20 september 1989. 

## Svenska Miss Saigon
Den kritikerrosade svenska originaluppsättningen hade premiär den 22 januari 1998 på Göta Lejon i Stockholm. Med en budget på över 60 miljoner kronor slog uppsättningen rekord som den mest påkostade i svensk teaterhistoria. Även biljettförsäljningen slog rekord; den första dagen såldes drygt 55 000 biljetter. Inför uppsättningen av Miss Saigon byggdes Göta Lejon om för drygt 30 miljoner kronor. Den scenografiskt sett mest kritiska och mest uppmärksammade attraktionen i föreställningen var helikoptern, som till skillnad från London-uppsättningen var i verklig storlek och flög ned och landade på amerikanska ambassadens tak. Producenten Cameron Mackintosh var så förtjust i den svenska uppsättningens regi, kostym, scenografi och teknik att han lät producera identiska versioner i bl.a. Asien och i turnésammanhang. Den 29 november 2002 sattes en engelskspråkig version upp på Malmö Opera och Musikteater i Malmö i helt ny regi av Vernon Mound. Denna föreställning satte sedan även upp på Göteborgsoperan 16 oktober 2004. Uppsättningen i Malmö och Göteborg hade en internationell ensemble med svenskarna Christopher Wollter, Åsa Fång, Patrik Martinsson och Nina Pressing samt amerikanerna (Michelle Nigalan, Devenand Janki) och tysken (David E Moore) i huvudrollerna. I september 2013 kom en ny produktion i regi av Ronny Danielsson att sättas upp på Malmö Opera. I de viktigaste rollerna syns Li-Tong Hsu (Kim), Philip Jalmelid (Chris) och Dan Ekborg (Engineer).

### Originalensemblen i Stockholm
- Stefan Sauk – Fixarn (Engineer)
- Divina Sarkany – Kim
- Kristina von Kern – Kim
- Niklas Andersson – Chris
- Johan Boding – John
- Thomas Flores – Thuy
- Sofia Källgren – Ellen
- Malena Laszlo – Gigi

## Handling
Miss Saigon berättar historien om en amerikansk soldat och en vietnamesisk flicka som blir förälskade i varandra under vietnamkrigets sista dagar. Den påminner mycket om Giacomo Puccinis opera Madama Butterfly, och båda bygger på boken Madam Chrysantheme.